# 世界政府
世界政府（英語：World government）是一个关于可能实现的政治实体的理念，这个政治实体解释并执行国际法。关于这个世界政府的理念有一个必要的条件就是现有的国家要削弱和放弃某些权力。事实上，世界政府将在现有的国家上新增一级行政级别，或为不同国家提供独立国家无法提供的协调。
有些人视一些国际机构（例如联合国）和各种超国家和大陆联合体（例如美洲国家组织、欧盟、非盟、南美洲国家联盟和东盟）为世界政府体系的雏形。一个包含不同国家立法者的机构议员全球行动促进了全球治理的民主，尽管这种促进在历史上有着不同的范围和力度；與之相對地，一些關聯於光明會、共濟會及「新世界秩序」的陰謀論認為，光明會等祕密結社正透過影子政府逐步推動建立基於極權主義的世界政府的計畫，以此論點將世界政府視為對人類自由的威脅。

## 理念的历史

### 早期概念
在古希腊和古罗马时期，为了保持国家之间的和平曾讨论过建立世界政府的想法，例如但丁在他的书Monarchia中曾讨论过（1329年）。这种想法在14世纪又被重新提及。在1625年，荷兰法学家格老秀斯写的《戰爭與和平法》一书，一般被视为现代国际法的起源。联邦的概念在18世纪末赢得了不少的支持，这一时期，世界上第一个民主联邦美国在1788年诞生了，1795年康德写下短文《论永久和平》。在这篇短文里，康德描述了人类永久废除未来战争威胁的三种基本要求：
1. 每一个国家的公民宪法都应当是共和制（Republican）的。
2. 国际法应当建立在自由国家的联邦制之上。
3. 世界公民法应当依据普遍受到友好接待的条件加以限定。例如，人们可以参观其它国家，但未经邀请不能停留。

#### 19世纪
在1811年，德国哲学家卡尔·克里斯蒂安·弗里德里希·克劳泽在一篇名为《人类原型》的短文中，建议设立五个地区联盟：欧洲、亚洲、非洲、美洲和大洋洲，然后结合成一个世界共和国。在1842年，英国诗人男爵丁尼生在其出版的《Locksley Hall》一书中写道：
|  | For I dipt into the future, far as human eye could see / Saw a Vision of the world, and all the wonder that would be /... / Till the war-drum throbb'd no longer / and the battle-flags were furled / In the Parliament of man, the Federation of the world. / There the common sense of most shall hold / a fretful realm in awe / And the kindly earth shall slumber / lapt in universal law. |

巴哈欧拉在1852年和1892年之间创建了巴哈伊教，并为他的新宗教确定了建立全球联邦的重要原则。他基于全球人民共享和共商的基础设想了一套新的社会体系，包括一个世界立法机构，一个国际法庭和一个国际行政机构来执行立法和司法机构的决定。巴哈伊教准则包括世界通用的度量衡，统一货币，并使用一个国际辅助语言来交流。巴哈伊教目前在全球拥有超过5百万的信徒。
仿照美国的经验，瑞士（1848年）和加拿大（1867年）建立起了第一批多国联盟，将不同种族不同文化不同语言统一在了一个共同的政府内。
尤利塞斯·S·格兰特说过：“我相信在未来的日子里，地球上的国家将同意成立某种程度的国会来审议某些棘手的国际问题，并且其决议将像最高法院一样难以推翻。”
国际和平国会从1843年开始在欧洲每2年召开一次，但在1853年后因为欧洲（克里米亚）和美国（美国内战）相继爆发战争而停止了。国际组织在19世纪后期开始一一建立——红十字国际委员会成立于1863年，国际电信联盟成立于1865年，万国邮政联盟成立于1874年。20世纪不断增加的国际贸易加速了国际组织的形成，在1914年一战爆发前共有大概450个这样的组织。在此期间支持这种观念的国际法也在大力发展。比利时法学家Gustave Rolin-Jaequemyns在1873年建立了国际法研究院，领导起草具体的国际法草案。第一个世界议会的雏形各國議會聯盟在1886年由克里默和帕西开始组织，由许多国家的议员组成。在1904年，这个联盟正式提议“一个定期讨论国际问题的国际国会”。

#### 早期的尝试
完整的世界政府从来没有存在过，但在人类历史上曾有几个帝国占领了他们所了解到的世界相当一部分土地。著名的例子有拿破崙一世的法蘭西第一帝國、亚历山大大帝和他的帝国、罗马帝国、蒙古帝国和大英帝国。就大英帝国来说，它拥有世界上四分之一的土地和将近三分之一的人口。这是世界最接近成为一个共同政治体的时期。
共产主义理念希望通过一场世界革命来废除所有国家，以建成共产主义社会。
建立全球性的机构来解决国际争端或当调解失败建立国家之间战争的法律的尝试在20世纪前半都以失败告终。值得注意，包括没能阻止第一次世界大战的1899年和1907年的海牙公约和没能阻止第二次世界大战的国际联盟（1919年-1938年）。

### 二战后

一張畫出世界上數個地區性國家聯盟的地圖
非洲聯盟
東南亞國家協會
中美洲統合體
獨立國家國協
歐洲聯盟
南美洲進步論壇
海灣阿拉伯國家合作委員會
南亞區域合作聯盟
南美洲國家聯盟

1939年到1945年的第二次世界大战造成了人类空前的毁灭（5千万人死亡，大部分是平民），并制造出了能毁灭城市的核武器。某些在战争期间对平民犯下野蛮的行径被广泛的视为严重的反人类罪行。随着战争接近尾声，许多震惊的人们呼吁建立能永久防止国际致命冲突的机构。这导致了联合国在1945年的成立，并在1948年通过了世界人权宣言。许多人觉得联合国基本上只是主权国家之间一个讨论和协调的论坛。一些著名的人士，像爱因斯坦、丘吉尔、罗斯福和甘地等，呼吁政府采取进一步的措施，逐步形成有效的世界政府。

#### 「黄金时代」
从二战尾聲到1950年，这一时期是世界联邦主义运动的黄金时期。溫德爾·威爾基的书《一個世界》在1943年第一次出版，卖出了超过2百万本。另一本埃默里·里夫斯的《和平析》（1945）因其书中用世界联邦政府来取代联合国的论点使该书迅速成为世界联邦主义者心目中的“圣经”。美国自发的世界联邦主义者运动主要由格倫維爾·克拉克、诺曼·考辛斯、阿蘭·克蘭斯頓和羅伯特·梅納德·哈欽斯领导，随着组织的变大，最后在1947年形成了一个叫聯合世界聯邦黨（United World Federalists）的组织，后来改称“World Federalist Association”，然后又改称为公民全球解決方案組織，该组织在1949年声称其拥有4万7千名成员。
类似的运动在其它国家也在出现，并于1947年在瑞士的蒙特勒召开会议，从而形成一个全球性的联合会，即现在的世界聯邦主義者運動組織。到1950年，该组织声称在22个国家拥有56个成员组，并有156,000位成员。1948年蓋瑞·戴維斯在联合国大会上未经许可的发表演讲呼吁建立一个世界政府，一直到他被警卫趕出大会。Davis先生放弃美国公民身份并开始注册成为世界公民，并宣布在不到两年内有超过75万人也注册成为了世界公民。在1953年9月4日，Davis在美国缅因州的埃尔斯沃思市政厅宣布“世界政府”基于三个“世界法律”，即同一價值（或Absolute Value）、同一世界和同一人类。然后他在纽约市为新政府成立了管理机构“联合世界管理局”，首要任务便是设计和发行世界护照。到现在，全世界各地共发行了超过80万本这样的护照。

## 现有的地区性国家联盟

### 欧洲联盟
目前，最接近一个全球同盟模式组织，应该是欧洲联盟，它在政治上结合了不少的国家，有些还是原来处于敌对的国家，拥有广泛的地理区域和5亿人口。尽管欧盟还在演变，但它已经有不少联邦政府的特性来，例如开放的内部边界，拥有直选的议会、法庭系统和一定集中度的经济政策。

### 非洲联盟
非洲联盟（AU）是由55个非洲国家组成的组织。成立于2002年7月9日，非盟是继承了以前的非洲经济共同体（AEC）和非洲统一组织（OAU）。非盟的最终目标是拥有统一的货币和统一的国防，並产生一个包括内阁的非盟首脑。非盟的目的是确保非洲的民主、人权和经济，特别是结束非洲内部的冲突并建立有效的共同市场。

### 东南亚国家联盟
东南亚国家联盟是东南亚10国的政治和经济组织，在1967年8月8日由印度尼西亚、马来西亚、菲律宾、新加坡和泰国发起组建的。最初的目的是为了团结对抗共产主义在越南的扩张和边境地区的叛乱，其宣称的目标是加快成员国的经济增长、社会进步、文化发展并促进地区和平。所有的成员后来又组建了亚洲合作对话，目的是联合整个大陆。

### 上海合作组织
上海合作组织（SCO）成立于2001年6月14日，是由中华人民共和国、俄罗斯、哈萨克斯坦、吉尔吉斯斯坦、塔吉克斯坦和乌兹别克斯坦的国家元首成立的政府间组织。除了乌兹别克斯坦外，其它国家都是原“上海五国”组织的成员国。2001年改為现名。

### 南美洲国家联盟
南美洲国家联盟是由12個南美洲的所有国家組成（不包括加勒比海及中美洲國家），目前僅剩4個會員國。

### 南亚区域合作联盟
南亚区域合作联盟（SAARC）是南亚八国的一个经济和政治组织。按人口来算，它是所有区域性组织中最多的，所有成员国人口总和接近15亿。它在1985年12月8日由印度、巴基斯坦、孟加拉国、斯里兰卡、尼泊尔、马尔代夫和不丹创建，在2007年4月该组织的第14届首脑会议上阿富汗成为了第八个成员国。

## 现有的国际组织及其体系
- 联合国
- 世界衛生組織
- 世界银行
- G20
- G7
- 国际法
- 国际法院
- 国际刑警组织

## 资料

### 发表的作品
- Stark, Jim. Rescue Plan for Planet Earth: Democratic World Government through a Global Referendum （页面存档备份，存于）（Toronto: Key Publishing House Inc, 2008）
- Baratta, Joseph. The Politics of World Federation（Westport, CT: Greenwood Publishing Group, 2003）. Introduction available on line.
- Hamer, Chistopher. A Global Parliament - Principles of World Federation（Oyster Bay, NSW: Oyster Bay Books, 1998.）Full text available online.
- Monbiot, George. Manifesto for a New World Order （页面存档备份，存于）（New York: New Press, 2005）. Published in the United Kingdom as Age of Consent （页面存档备份，存于）.
- Strauss, Andrew. Taking Democracy Global: Assessing the Benefits and Challenges of a Global Parliamentary Assembly.（London: One World Trust, 2005）。
- Dervis, Kermal. A Better Globalization: Legitimacy, Governance, and Reform （页面存档备份，存于）.（Washington: Center for Global Development, 2005.）Selections available online （页面存档备份，存于）.
- Rajan, Chella. Global Politics and Institutions（页面存档备份，存于）. GTI Paper 3#.（Boston: Tellus Institute, 2006）. Additional papers in the GTI series available here [6].
- Cabrera, Luis. Political Theory of Global Justice: A Cosmopolitan Case for the World State（London: Routledge, 2004;2006）。
- Craig, Campbell. Glimmer of a New Leviathan: Total War in the Realism of Niebuhr, Morgenthau, and Waltz（New York: Columbia University Press, 2003）。
- Deudney, Daniel. Bounding Power: Republican Security Theory from the Polis to the Global Village（Princeton, NJ: Princeton University Press, 2006）。
- Etzioni, Amitai. From Empire to Community: A New Approach to International Relations（New York: Palgrave Macmillan, 2004）
- Marchetti, Raffaele. Global Democracy: For and Against. Ethical Theory, Institutional Design and Social Struggles（London: Routledge, 2008）。
- Tamir, Yael. "Who's Afraid of a Global State?" in Kjell Goldman, Ulf Hannerz, and Charles Westin, eds., Nationalism and Internationalism in the Post-Cold War Era（London: Routledge, 2000）。
- Tannsjo, Torbjorn. Global Democracy: The Case for a World Government（Edinburgh: Edinburgh University Press, 2008）. Argues that not only is world government necessary if we want to deal successfully with global problems it is also, pace Immanuel Kant and John Rawls, desirable in its own right.
- Wendt, Alexander.“Why a World State is Inevitable,”European Journal of International Relations, Vol. 9, No. 4（2003）, pp. 491–542
- Yunker, James A. Rethinking World Government: A New Approach（Lanham, MD: University Press of America, 2005）。
- Yunker, James A. Political Globalization: A New Vision of Federal World Government（Lanham, MD: University Press of America, 2007）。
- Allida Black, June Hopkins, "League of Nations." 2003.http://www.nps.gov/archive/elro/glossary/league-of-nations.htm（accessed 4/9/2008）
- Bruner Michael, Melissa Green, Lawrence McBride, The NYSTROM Atlas of World History, Edition 1, The NYSTROM Atlas, Volume 1, World History, Chicago, NYSTROM, 2004.
- Carr, Karen. "The Roman Republic." March 11,2008. http://www.historyforkids.org/learn/romans/history/earlyrepublic.htm（accessed%5B%5D 3/11/2008）。
- Daniel Chu and Elliot Skinner, A Glorious Age in Africa, Edition 1, None, Volume 1, A Glorious Age in Africa, Tenton, Africa World Press, 2000.
- Hooker, Richard,“The Mongolian Empire: The Yuan”, 6/6/1999, https://web.archive.org/web/20100528160207/http://www.wsu.edu/~dee/CHEMPIRE/YUAN.HTM, 2/14/2008
- MSN Encarta, "World Government." 2007.http://encarta.msn.com/encyclopedia_761586535/world_government.html（accessed%5B%5D 5/4/2008）。
- Stanford Encyclopedia of Philosophy, "World Government." December 4, 2006.http://plato.stanford.edu/entries/world-government/#ConPowResRes（accessed 4/13/2008）。
- Trueman, Chris. "League of Nations." https://web.archive.org/web/20150601111335/http://www.historylearningsite.co.uk/leagueofnations.htm%EF%BC%88accessed 4/9/2008）。
- United Nations Staff, "History of the UN." 2000.http://www.un.org/aboutun/history.htm（accessed 4/10/2008）.
- We the People, The Roxbury Latin School.

### 组织
- 世界聯邦主義者運動組織（英语：World Federalist Movement）是一个遍及全球拥有23个成员和16个联合会的组织，它的目的是促进建立一个世界联邦政府。美国成员组织是Citizens for Global Solutions （页面存档备份，存于），加拿大成员组织是World Federalist Movement - 加拿大 （页面存档备份，存于）。

### 自发行动
- 投票世界政府（VWG）是加拿大一个独立的非政府组织，它向全球人民征求对下面这个问题的投票：你是否赞成建立一个直选且实行代表制民主的世界政府？

### 引用
1. ↑  Smith, P. . Oxford, UK: Oneworld Publications. 1999: 363–364. ISBN 1851681841.
2. ↑  Schwartzberg, Joseph E. .  (PDF). New York and The Hague: Institute For Global Policy, 世界联邦运动. : 3 [2004]  [2005-12-14]. ISBN 0-9710727-4-4. OCLC 56124473. （原始内容 (PDF)存档于2007-10-17）.
3. ↑  .   [2018-11-25]. （原始内容存档于2010-02-05）.
4. ↑  Bangkok Declaration. Wikisource. Retrieved March 14, 2007
5. ↑  Overview （页面存档备份，存于）, ASEAN Secretariat official website （页面存档备份，存于）. Retrieved June 12, 2006
6. ↑  . www.gtinitiative.org.   [2009-03-05]. （原始内容存档于2008-10-19）.